# Alsa Chile
Alsa Chile es una empresa de transporte terrestre en Chile. 

## Presencia
La implantación de ALSA en Chile, en el que constituyó su primer proyecto en el mercado hispanoamericano, se inició en el año 2001, con la adquisición de la empresa chilena Buses Lit, que gestionaba líneas regulares entre las ciudades de La Serena y Puerto Montt. 
Con ello, a los tráficos nacionales ya existentes, con la compra de Tas Choapa se le suman los destinos internacionales desde Chile hacia Argentina y Perú, con líneas como Santiago-Mendoza-Córdoba, Puerto Montt-Bariloche o Santiago-Lima.
El mismo año 2003 ALSA se integró a la red de Transporte Urbano de Santiago de Chile, mediante el sistema Metrobus, después de ganar una licitación en tres unidades de negocios: Pajaritos, Lo Ovalle Oriente y Lo Ovalle Poniente, a la que destina una flota de 126 unidades de última tecnología. Este servicio Metrobus comunicaba las periferias de Santiago con las cabeceras del metro hasta antes del Red Metropolitana de Movilidad Transantiago.
En octubre del año 2005 la empresa deja operar entre las ciudades de Santiago, Viña del Mar y Valparaíso.